# Іллінська сільська рада (Красноперекопський район)
Іллі́нська сільська́ ра́да — адміністративно-територіальна одиниця та орган місцевого самоврядування у Красноперекопському районі Автономної Республіки Крим. Адміністративний центр — село Іллінка.

## Загальні відомості
- Населення ради: 2 206 осіб (станом на 2001 рік)

## Населені пункти
Сільській раді були підпорядковані населені пункти:
- с. Іллінка
- с. Воронцівка
- с. Курганне
- с. Трактове

## Склад ради
Рада складалася з 16 депутатів та голови.
- Голова ради: Карась Раїса Арсентіївна
- Секретар ради: Найдьон Лариса Михайлівна

### Керівний склад попередніх скликань
| Прізвище, ім'я, по батькові | Основні відомості                                                                     | Дата обрання | Дата звільнення |
| --------------------------- | ------------------------------------------------------------------------------------- | ------------ | --------------- |
| Карась Раіса Арсентіївна    | Сільський голова, 1959 року народження, освіта середня загальна, член Народної партії | 26.03.2006   | 31.10.2010      |
| Карась Раїса Арсентіївна    | Сільський голова, 1959 року народження, освіта середня загальна, член Партії регіонів | 31.10.2010   |                 |

Примітка: таблиця складена за даними сайту Верховної Ради України

### Депутати
За результатами місцевих виборів 2010 року депутатами ради стали:

#### За суб'єктами висування
| Суб'єкт висування | Кількість обраних депутатів | %    |
| ----------------- | --------------------------- | ---- |
| Партія регіонів   | 12                          | 75   |
| Партія «Союз»     | 2                           | 12,5 |
| Самовисування     | 2                           | 12,5 |

#### За округами
| № округу        | Прізвище, ім'я, по батькові       | Дата визнання обраним | Освіта  | Партійна приналежність | Відомості про обраного депутата                                             |
| --------------- | --------------------------------- | --------------------- | ------- | ---------------------- | --------------------------------------------------------------------------- |
| Партія регіонів |                                   |                       |         |                        |                                                                             |
| 1               | Шиловська Людмила Іванівна        | 01.11.2010            | середня | позапартійна           | СООО «Штурм Перекопа», єкспедитор                                           |
| 3               | Зворська Валентина Михайлівна     | 01.11.2010            | середня | член Партії регіонів   | СООО «Штурм Перекопа», завідувачка складом                                  |
| 5               | Сахнюк Андрій Йосифович           | 01.11.2010            | середня | член Партії регіонів   | тимчасово не працює                                                         |
| 6               | Марчук Олена Леонідівна           | 01.11.2010            | середня | позапартійна           | СООО «Штурм Перекопа», завідувачка їдальні                                  |
| 7               | Матвейчук Євген Юрійович          | 01.11.2010            | середня | позапартійний          | СООО «Штурм Перекопа», механік                                              |
| 8               | Найдьон Лариса Михайлівна         | 01.11.2010            | середня | член Партії регіонів   | Іллінська сільська рада, секретар                                           |
| 9               | Костюк Олена Анатоліївна          | 01.11.2010            | середня | позапартійна           | СООО «Штурм Перекопа», бухгалтер                                            |
| 10              | Остапенко Ганна Касянівна         | 01.11.2010            | середня | член Партії регіонів   | пенсіонер                                                                   |
| 11              | Приступа Любов Володимирівна      | 01.11.2010            | середня | член Партії регіонів   | дитячий садок с. Іллінка, няня                                              |
| 13              | Власенко Олена Вікторівна         | 01.11.2010            | середня | позапартійна           | СООО «Штурм Перекопа», робоча                                               |
| 14              | Старчак Андрій Іванович           | 01.11.2010            | середня | позапартійний          | СООО «Штурм Перекопа», інженер-механік                                      |
| 15              | Колосовський Леонід Миколайович   | 01.11.2010            | вища    | позапартійний          | СООО «Штурм Перекопа», начальник технічного відділу                         |
| Партія «Союз»   |                                   |                       |         |                        |                                                                             |
| 4               | Олейник Олексій Володимирович     | 01.11.2010            | середня | член Партії «Союз»     | Красноперекопське управління водного господарства, регулювальник рівня води |
| 12              | Балюк Олександр Володимирович     | 01.11.2010            | середня | член Партії «Союз»     | ЗАТ «УКснаб», контролер служби охорони                                      |
| Самовисування   |                                   |                       |         |                        |                                                                             |
| 2               | Скляров Леонід Анатольович        | 01.11.2010            | середня | позапартійний          | СООО «Штурм Перекопа», водій                                                |
| 16              | Сейфетдинова Жевріє Сейтмеметівна | 01.11.2010            | середня | позапартійна           | Відділ культури, завідувачка клубу с. Курганне                              |